# Short Term 12
Short Term 12 (no Brasil; Temporário 12) é um filme de drama de 2013 estadunidense escrito e dirigido por Destin Daniel Cretton. É uma adaptação do curta-metragem de Cretton, de mesmo nome, produzido em 2009. Estrelado por Brie Larson, sendo sua primeira performance principal na carreira, John Gallagher, Jr., Kaitlyn Dever, Lakeith Stanfield, Rami Malek e Stephanie Beatriz. 
Cretton baseou o filme em sua própria experiência trabalhando em um lar temporário para adolescentes. Ele primeiro escreveu e produziu um curta-metragem explorando isso e depois o adaptou para um roteiro de longa-metragem. Enquanto Larson e John Gallagher, Jr. conquistaram seus papéis depois de fazer um teste pelo Skype, a maioria das crianças apresentadas no filme foi escalada por meio de testes abertos. As filmagens ocorreram ao longo de vinte dias em Los Angeles, Califórnia, em setembro de 2012.
Short Term 12 estreou em 10 de março de 2013 no South by Southwest, onde ganhou o Grand Jury and Audience Awards por um recurso narrativo. O filme foi lançado nos Estados Unidos em 23 de agosto de 2013 pela Cinedigm. Feito com um orçamento de menos de US $ 1 milhão e com um lançamento limitado, o filme trouxe fortes receitas de bilheteria, arrecadando mais de US $ 2,3 milhões. Os críticos elogiaram seu realismo e intimidade, e especialmente a performance de Larson e o roteiro e direção de Cretton. O filme é considerado um dos melhores de 2013, aparecendo em várias listas de críticos no final do ano. Foi listado pelo National Board of Review como um dos dez melhores filmes independentes de 2013. Ganhou três indicações ao Independent Spirit Award, incluindo Prêmio de Melhor Atriz para Brie Larson.

## Enredo
Grace Howard é uma jovem supervisora do lar temporário 12, uma instituição para adolescentes problemáticos. Ela mora com seu namorado e colega de trabalho de longa data, Mason, mas acha difícil se abrir emocionalmente para ele. Quando Grace descobre que está grávida, ela marca uma consulta para fazer um aborto; ela finalmente conta para Mason, sobre a gravidez, que está muito feliz. Ela não diz a ele que planeja fazer um aborto. No trabalho, Grace e Mason concentram seus esforços em Marcus, um morador que está prestes a completar 18 anos e está lutando com a perspectiva de deixar o lar. 
Grace cria laços com Jayden, recém-chegada ao lar, que tem um histórico de automutilação. Jayden se distancia dos outros adolescentes, pois não pretende ficar no lar por muito tempo. Quando o pai não aparece para buscá-la no aniversário dela, ela reage violentamente à equipe. Após o seu surto, ela se senta na "sala de relaxamento" com Grace, que mostra a Jayden suas próprias cicatrizes de automutilação. Na mesma noite, Jayden deixa o lar durante a comemoração de seu aniversário. Incapaz de forçá-la a voltar, Grace segue Jayden até a casa de seu pai. Depois de encontrar a casa vazia, elas retornam para o lar. Quando Jayden lê  uma história enigmática, que ela escreveu, para Grace, Grace começa a suspeitar que Jayden foi abusada por seu pai.
Em uma festa organizada pelos pais adotivos de Mason, ele pede Grace em casamento e ela aceita. Na manhã seguinte, Grace fica chateada com um telefonema que revela que seu pai está sendo libertado da prisão. Ela se recusa a ser consolada por Mason. Ela chega ao lar e descobre que Jayden foi apanhada por seu pai durante a noite. Ela fica com raiva da decisão de enviar Jayden de volta ao pai, mas seu chefe afirma que Jayden negou que ela tivesse sido abusada por ele. Mais tarde, naquele dia, Grace descobre que Marcus tentou cometer suicídio após a morte de seu peixe.
Enquanto espera no hospital pelo atendimento de Marcus, Grace surta. Mason fica chateado por ela se recusar a falar com ele sobre como ela se sente; em vez disso, ela diz a ele que não quer mais se casar com ele e que planeja fazer um aborto. Grace volta à casa do pai de Jayden e invade, com a intenção de feri-lo enquanto ele dorme, mas ela é interrompida por Jayden, que sugere que elas quebrem o carro de seu pai. Grace diz a Jayden que ela foi abusada sexualmente por seu próprio pai. Depois que Jayden mostra seus hematomas para Grace, pelos golpes de seu pai, elas retornam juntas para o lar, onde Jayden denuncia seu pai por abuso físico. Grace vai para casa pedir desculpas a Mason, que diz a ela que Marcus se recuperará.
Várias semanas depois, Grace começa a consultar um terapeuta. Ela é mostrada vendo um ultra-som de seu feto com Mason. Mason conta ao resto da equipe sobre encontrar Marcus, que está indo bem e tem uma namorada.

## Elenco
- Brie Larson como Grace Howard
- John Gallagher, Jr. como Mason
- Kaitlyn Dever como Jayden Cole
- Rami Malek como Nate
- Lakeith Stanfield como Marcus
- Kevin Hernandez como Luis
- Melora Walters como Dr. Hendler
- Stephanie Beatriz como Jessica
- Lydia Du Veaux como Kendra
- Alex Calloway como Sammy
- Frantz Turner como Jack
- Diana-Maria Riva como Beth

## Desenvolvimento

### Produção
Short Term 12 foi originalmente concebido por Destin Daniel Cretton como um curta-metragem baseado em suas experiências como funcionário de uma equipe de um grupo de adolescentes onde ele trabalhava há dois anos; serviu como seu projeto de tese para seu mestrado em cinema na Universidade Estadual de San Diego. O curta-metragem durou 22 minutos e estreou no Festival Sundance de Cinema de 2009, onde ganhou o Prêmio do Júri de Curta-Metragem. Depois de se formar na escola de cinema, Cretton decidiu adaptar o curta em um roteiro de longa-metragem, que ganhou uma das cinco Nicholl Fellowships da Academia de Artes e Ciências Cinematográficas em Roteiro em 2010. A maior mudança que Cretton fez ao adaptar o curta para um roteiro mais longo foi mudar o gênero do personagem principal: Denim, um homem vagamente baseado no próprio Cretton (interpretado por Brad William Henke), tornou-se Grace, uma jovem mulher e supervisora do lar temporário. Cretton pesquisou lares semelhantes e entrevistou ex-funcionários para o filme, observando que o roteiro apresentava histórias contadas diretamente pelas crianças nesses lares a partir de suas entrevistas.
Brie Larson fez o teste para o papel de Grace via Skype depois que o script foi enviado a ela; John Gallagher, Jr. também ganhou seu papel depois de uma conversa no Skype com Cretton, chamando o roteiro de "provavelmente o melhor roteiro que já me foi enviado". Larson e Gallagher se prepararam para seus papéis acompanhando a equipe de filmagem em uma casa de grupo semelhante à do filme e colaboraram para criar histórias de fundo para seus personagens. Lakeith Stanfield foi o único ator do curta-metragem original a reprisar seu papel no longa. Cretton lutou para entrar em contato com Stanfield ao lançar o filme em 2012—Stanfield parou de atuar, deixou seus agentes e não possuía um telefone celular—mas Cretton acabou conseguindo encontrá-lo por e-mail para gravar uma audição. A maioria das crianças apresentadas no filme foram escolhidas por meio de testes abertos e a maioria não tinha experiência em atuação. Alex Calloway, que interpretou Sammy, descobriu uma chamada de elenco através do Craigslist e ganhou o papel depois de enviar uma audição em vídeo de celular.
Foi filmado durante 20 dias em setembro de 2012. As filmagens ocorreram em Los Angeles e as cenas do lar foram filmadas em uma antiga instalação localizada perto do bairro de Sylmar. O filme foi editado por Nat Sanders. Tanto o corte original do filme quanto o corte abreviado do diretor duraram mais de 2 horas, enquanto Cretton queria que o corte final fosse inferior a 100 minutos. Sanders disse que o corte original do filme parecia muito pesado e "faz você se sentir bastante deprimido com a humanidade"; portanto, várias cenas foram excluídas ou aparadas para "aliviar" o humor do filme, com um tempo final de 96 minutos.

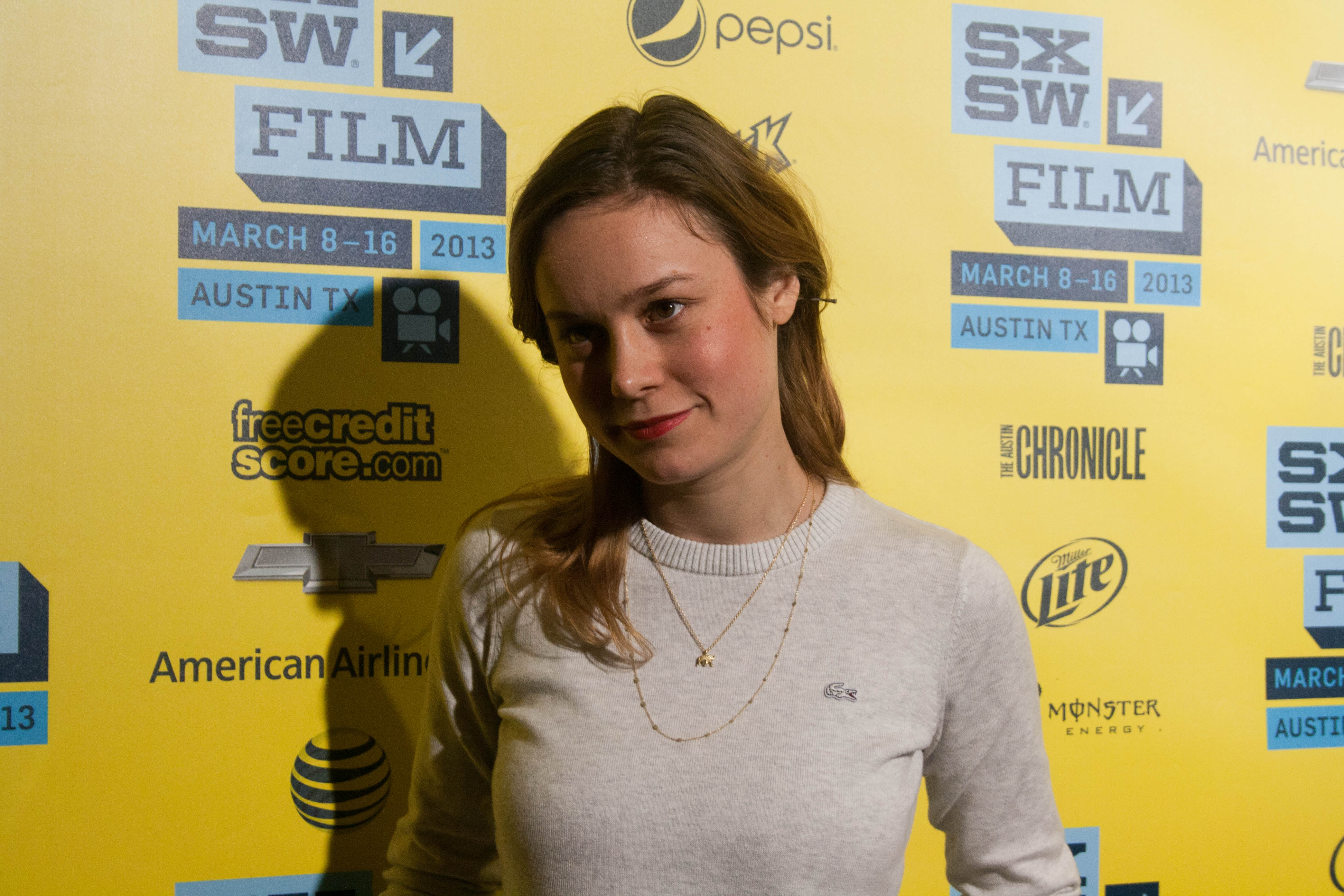
Brie Larson na South by Southwest (SXSW) em 2013, na estreia do filme.

## Lançamento
Short Term 12 estreou em março de 2013 no "South by Southwest Film Festival" em Austin, Texas, onde ganhou o "Grand Jury and Audience Awards" na categoria "Narrative Feature" e foi comprado para distribuição pela Cinedigm. Sua estréia internacional foi realizada no Festival Internacional de Cinema de Locarno em agosto de 2013, onde foi aplaudido de pé.
Nos cinemas, o filme foi lançamento limitado: em 23 de agosto, foi lançado em Los Angeles e Nova Iorque, expandindo o fim de semana seguinte para Phoenix, Washington, D.C., Filadélfia, Boston e Berkeley, e expandindo progressivamente para mais cidades até seu lançamento mais amplo em 13 de setembro.

## Recepção

### Bilheteria
O filme arrecadou US $ 56.206 em seu fim de semana de estréia, em quatro cinemas, com uma média por teatro de US $ 14.052 que foi considerado um forte resultado por Mark Hughes, da revista Forbes. No geral, arrecadou um total de US $ 1.013.100 na América do Norte em um total de 26 semanas nos cinemas, com um lançamento mais amplo de 75 e US $ 632.064 fora dos Estados Unidos, totalizando US $ 1.645.164.

### Crítica
No Rotten Tomatoes, o filme tem uma classificação de aprovação de 98% com base em 169 críticas, com uma classificação média de 8,35 / 10. O consenso crítico do site diz: "Short Term 12 é um drama enfático e revelador que atrai o público para a perspectiva de jovens negligenciados". No Metacritic, o filme tem uma média ponderada de 82 em 100, com base em 36 críticos, indicando "aclamação universal".
Germain Lussier, do /Film, escreveu sobre o filme: "A coisa toda parece perfeita ou mágica, um exemplo brilhante do que é o cinema", acrescentando: "As performances são impressionantes, a escrita é nítida e a direção bonita. É um filme muito especial ". Na Variety, o crítico Peter Debruge escreveu, "o impressionante vencedor do festival SXSW envergonha a recente programação da competição em Park City ... esse drama humano convincente encontra energia renovada no gênero de professores inspiradores, constantemente revelando novas camadas para seus personagens". Em uma análise para o Los Angeles Times, Kenneth Turan descreveu Short Term 12 como "uma pequena maravilha", "um filme de excepcional naturalidade e empatia" e "comovente e íntimo", oferecendo elogios à honestidade e plausibilidade do filme. Peter Bradshaw, do The Guardian, por outro lado, criticou a credibilidade do filme, descrevendo-o como "bem-intencionado, mas de certa forma inautêntico", com um "final muito fofo para ser verdade".
John DeFore, do The Hollywood Reporter, chamou o filme de "genuinamente emocionante" e "equilibrado sem esforço ... a câmera de trabalho portátil de Brett Pawlak e a direção não sentimental de Cretton têm uma franqueza que reconhece os extremos dramáticos dessas vidas sem a necessidade de desfilar diante da platéia". Manohla Dargis, do The New York Times, também elogiou a direção de Cretton, dizendo que ele "leva você a esta casa coletiva e à vida de seus habitantes casualmente, com imagens e cenas que, por mais transparentes que sejam, parecem ter sido capturadas instantaneamente".
A performance de Brie Larson como Grace foi elogiada pelos críticos. Katie Walsh, da IndieWire, escreveu: "[Larson] consegue transmitir sua personagem como alguém feroz, forte e forte, e também totalmente frágil, delicada, assustada e arrasada ... É uma performance emocional e física incrível, e ela é um turbilhão". Da mesma forma, o crítico da Empire, Ian Freer sentiu que Larson fez "um dervixe giratório de uma performance ... Ela, como o filme, quebra seu coração e eleva seu espírito de uma só vez".

### Esnobado do Oscar
Apesar da aclamação universal da crítica e do público, Short Term 12 foi completamente evitado por todas as principais organizações de prêmios do setor de receber uma indicação, especialmente no Óscar, uma ação criticada por vários críticos, publicações e membros da platéia. As principais críticas foram atraídas para o desprezo percebido de Brie Larson, cuja performance foi amplamente aclamada e foi citada por vários críticos e publicações como uma das melhores performances do ano. Embora a Forbes chamasse o desprezo dela de "chocante", a The Atlantic a chamou de "decepcionante", mas "quase chocante", considerando que se tratava de um filme independente de pequeno orçamento.